# Shirley (regény)
A Shirley Charlotte Brontë második, nyomtatásban is megjelent regénye, amelyet 1849-ben írt, közvetlenül a Jane Eyre után. Eredetileg írói álnevén, Currer Bell szerzői név alatt publikálta. A történet a napóleoni háborúk alatt, 1811-12-ben játszódik az írónő szülőhelyén, az észak-angliai Yorkshire-ben. Főhőse, a textilgyáros Robert Moore egyszerre kénytelen szembenézni a háború okozta gazdasági válsággal, illetve a gépek terjedését és az ebből adódó növekvő munkanélküliséget rossz szemmel néző luddita gépromboló mozgalommal.
A regény népszerűségének köszönhető, hogy angol nyelvterületen a Shirley elterjedt mint női név. Így hívják ugyanis az egyik női főszereplőt, a gazdag örökösnőt, Shirley Keeldart, akinek az apja fiú örökös híján férfinevet adott. A regény megjelenése előtt a Shirley szokatlan, de egyértelműen férfinévnek számított, míg ma kimondottan női névként tartják számon, bár ritka esetben férfiak is viselhetik.

## Háttér
Mialatt az írónő a Shirleyn dolgozott, három testvérét is elveszítette. Elsőként, 1848 szeptemberében fivére, Branwell halt meg, majd nem sokkal később, decemberben Emilyt is elvitte a tüdőbaj. Charlotte folytatta az írást, de hamarosan egyetlen, még életben lévő húga, Anne is megbetegedett és 1849 márciusában elhunyt. A feltételezések szerint a regény főszereplőjét Emilyről, másik hősnőjét, Caroline Helstone-t Anne húgáról mintázta az írónő, és eredetileg azt tervezte, hogy Caroline nem éri meg a történet végét, a családi tragédiák hatására azonban meggondolta magát. Így a lány nemcsak szerencsésen felépül súlyos betegségéből, hanem az általános happy end keretében feleségül megy élete nagy szerelméhez, Robert Moore-hoz. A történetben a lány anyját Agnes Greynek hívják, ami megegyezik Anne Brontë első regénye főszereplőjének nevével.

## Helyszín
A történet Yorkshire egy képzeletbeli vidékén játszódik. A környék legnagyobb városa Stilborough, míg az események színhelye két kisebb település, Briarfield és Nunneley. A gazdag örökösnő, Shirley birtoka Fieldhead, amelyhez egy Erzsébet korabeli udvarház, Oakwell Hall szolgált mintául.

## Szereplők
A négy központi szereplő jól formált kontrasztot alkot: a két barátnő, Caroline és Shirley, illetve a két fivér, Robert és Louis.
- Robert Moore: textilgyára elveszítette a piacait a napóleoni háborúk miatt. A helybeliek idegenként tekintenek rá, hiszen Antwerpenből jött, hiába rokona Caroline-nak. A történet folyamán fejére idézi luddita géprombolók haragját, amiért új gépeket mer rendelni a gyárába.
- Louis Moore: Robert bátyja, Shirley nagybátyjánál dolgozik házitanítói minőségben.
- Caroline Helstone: félénk és bizonytalan, ugyanakkor okos és ügyes fiatal lány, Helstone lelkész unokahúga és Shirley barátnője.
- Shirley Keeldar: gazdag örökösnő, önfejű, akaratos és határozott, de jó szándékú és melegszívű lány.
- További szereplők:
- Matthewson Helstone lelkész: Caroline nagybátyja, harcias, de jószívű férfi, akit boldogtalan házassága bizalmatlanná tett a női nemmel szemben.
- Hortense Moore: a két Moore-fivér nővére, Caroline-t franciára és háztartásra tanítja
- Hiram Yorke: helyi gazdálkodó, Robert Moore barátja
- Mrs. Pryor: Shirley egykori nevelőnője, Caroline édesanyja
- Joe Scott: Robert Moore üzemvezetője
- Mr. Armitage: helyi gyártulajdonos, szintén a géprombolók támadásának célpontja

## Történet
|  | Alább a cselekmény részletei következnek! |

A félig belga származású angol textilgyáros, Robert Moore nem örvend közszeretetnek a munkásai körében. Sem szigorú modora, sem kérlelhetetlen természete, sem az új gépek iránti előszeretete nem teszi őt népszerűvé, és többször is kénytelen azzal szembesülni, hogy drága pénzen rendelt berendezéseit titkos kezek összetörték. Ő azonban nem hagyja annyiban a dolgot, és eléri, hogy a bandavezéreket bebörtönözzék, ami bosszúra ingerli a munkásokat. Moore legfőbb célja, hogy visszaállítsa valaha gazdag családja egykori dicsőségét, ám erre az Angliát kontinentális zárlattal sújtó napóleoni háborúk nem a legjobb időszakot jelentik. A gyáros minden energiájával arra törekszik, hogy a felszínen tartsa vállalkozását, és bár vonzódik fiatal unokahúgához, a bájos Caroline-hoz, kilátástalan anyagi helyzete miatt nem akar családot alapítani. Caroline viszont a maga részéről mélységesen szerelmes a férfiba, ám amikor észreveszi, hogy az egyre távolabb sodródik tőle érzelmileg, ő is visszahúzódik, és csak magában szenved tovább.
A magát árvának tudó Caroline apai nagybátyja, a jóindulatú, de szigorú és a női szeszélyek iránt teljesen érzéketlen Helstone lelkész házában él. Hiába szeretne elszabadulni arról a helyről, ahová fájdalmas emlékek fűzik, nem talál kiutat. Nagybátyja ekkor ismerteti össze a közeli udvarház gazdag tulajdonosnőjével, Shirley Keeldarral, aki a lány jó barátnője lesz. Kapcsolatukat még az sem zavarja meg, hogy nem sokkal az örökösnő felbukkanását követően már mindenki meg van győződve róla, Shirley hamarosan férjhez megy Robert Moore-hoz. Caroline belebetegszik a reménytelen szerelembe, és az életét csak az menti meg, hogy Shirley kedves egykori nevelőnőjéről, aki a haldokló lány ápolójául szegődik, kiderül, azonos rég elveszettnek hitt édesanyjával.
Robert váratlanul Londonba utazik – senki sem tudja, miért, de később kiderül, megkérte Shirley kezét, a lány azonban kikosarazta. Hogy pontosan miért, arra csak akkor derül fény, amikor felbukkan Fieldheadben Shirley gazdag rokonsága, és magukkal hozzák fiuk egykori házitanítóját, Robert bátyját, Louis Moore-t. Senki nem érti, az egyébként mindenkihez kedves Shirley miért bánik olyan lekezelően Louis-val, aki egyébként rendíthetetlen nyugalommal tűri egykori tanítványa szeszélyeit. Ugyanakkor Shirley mégis a férfiben bízik egyedül, amikor (egyébként tévesen) azt hiszi, veszett kutya harapta meg, Louis-hoz fordul segítségét. Robert azzal az elhatározással tér vissza Londonból, hogy bezárja a gyárat és kivándorol Kanadába, ám elhatározását nem válthatja valóra, mert egy sötét éjjel a bosszúszomjas munkások rálőnek. 
A gyáros barátja, Mr. Yorke házában lábadozik, ahol van ideje elgondolkozni az életén, főleg hogy egyetlen látogatót nem engednek be hozzá. Caroline-nak az egyik Yorke-csemete, Martin segédletével mégis sikerül beszöknie, így Moore bocsánatot kérhet tőle. Shirley közben, nagybátyja legnagyobb bosszúságára, többrendbeli előnyös házassági ajánlatot visszautasít, és egy heves vita után elárulja a titkát: régóta szerelmes Louis-ba. A regény azzal ér véget, hogy mindkét lány boldogan révbe ér az általa választott férfi, a két Moore-fivér oldalán.
|  | Itt a vége a cselekmény részletezésének! |

## Stílus
Az egyes szám első személyben íródott Jane Eyre-rel ellentétben a Shirley-t egy közelebbről meg nem nevezett narrátor meséli el egyes szám harmadik személyben. Következő regényében, a Villette-ben azután Charlotte Brontë visszatért az egyes szám első személyű elbeszéléshez.

## Magyarul
- Shirley; ford. Szepessy György, versford. Takács Ferenc; Európa, Bp., 1975

## Feldolgozások
A regény első (eddig egyetlen) filmes feldolgozása 1922-ben készült el.